# Homosexual
Homosexual è il quinto album in studio del cantautore australiano Darren Hayes, pubblicato nel 2022.

## Tracce
1. Let's Try Being in Love – 5:33
2. Do You Remember? – 5:43
3. A Little Death – 5:01
4. Poison Blood – 4:02
5. Hey Matt – 9:18
6. Homosexual (Act One) – 6:44
7. Music Video – 5:59
8. Euphoric Equation – 4:07
9. Nocturnal Animal – 4:48
10. Feels Like It's Over – 5:54
11. All You Pretty Things – 8:17
12. We Are Alchemists – 5:35
13. Homosexual (Act Two) – 6:41

- Traccia Bonus - Digitale

1. Birth – 7:37